# Sedemnajsta egipčanska dinastija
Sedemnajsta egipčanska dinastija se šteje za tretjo dinastijo v drugem vmesnem obdobju Egipta. Vladala je od v 1580 pr. n. št. do približno 1550 pr. n. št. V dinastiji so prevladovali tebanski vladarji, sodobniki Hiksov iz Petnajste dinastije, katero je nasledila Šestnajsta dinastija tudi  s sedežem v Tebah.
Marca 2012 so francoski arheologi preiskovali apnenčasta vhodna vrata v ograjeno zemljišče okoli Amon-Rajevega templja v Karnaku in odkrili hieroglife z imenom Senaktenre, prvi dokaz za obstoj tega faraona, zapisan v času, ko je bil še živ.
Zadnja dva faraona iz Sedemnajste dinastije sta se uprla hiški oblasti in začela obdobje združevanja Egipta, ki se je končalo z Novim egipčanskim kraljestvom. 
Kamos, drugi sin Taa II. in zadnji faraon Sedemnajste dinastije, je bil brat faraona Ahmoza I., prvega faraona Osemnajste dinastije. 
Vladar iz  zgodnje Sedemnajste dinastije bi lahko bil tudi Nebmaatre.
| Slika | Ime            | Komentar                                                        | Vladanja              |
| ----- | -------------- | --------------------------------------------------------------- | --------------------- |
|       | Rahotep        | -                                                               | okoli 1585 pr. n. št. |
|       | Sobekemsaf I.  | Vladal najmanj 7 let.                                           | -                     |
|       | Sobekemsaf II. | Med vladavino Ramzesa IX. je bil njegov grob izropan in požgan. | -                     |
|       | Intef V.       | -                                                               | -                     |
|       | Intef VI.      | Vladal več kot tri leta.                                        | -                     |
|       | Intef VII.     | -                                                               | -                     |
|       | Tao I.         | -                                                               | Okoli 1558 pr. n. št. |
|       | Tao II.        | Umrl v bitki s Hiksi.                                           | 1558–1554 pr. n. št.  |
|       | Kamos          |                                                                 | 1554–1549 pr. n. št.  |